# (5761) Andreivanov
(5761) Andreivanov es un asteroide perteneciente al cinturón de asteroides descubierto el 2 de marzo de 1981 por Schelte John Bus desde el Observatorio de Siding Spring, Nueva Gales del Sur, Australia.

## Designación y nombre
Designado provisionalmente como 1981 ED21. Fue nombrado Andreivanov en homenaje a Andrei V. Ivanov, cosmoquímico del Instituto Vernadsky de Geoquímica, fue uno de los principales investigadores en estudiar las muestras lunares devueltas por las misiones lunares. Actualmente está trabajando para desentrañar el origen de los materiales primitivos en el meteorito de Kaidun.

## Características orbitales
Andreivanov está situado a una distancia media del Sol de 2,742 ua, pudiendo alejarse hasta 3,713 ua y acercarse hasta 1,771 ua. Su excentricidad es 0,354 y la inclinación orbital 9,212 grados. Emplea 1658,78 días en completar una órbita alrededor del Sol.

## Características físicas
La magnitud absoluta de Andreivanov es 13,9.